# Moving On (John Mayall)
Moving On è un album live di John Mayall, registrato al Whisky a Go Go di Los Angeles il 10 luglio 1972 da Wally Heider.

## Tracce
tutti i brani di John Mayall
1. "Worried Mind" – 8:45
2. "Keep Your Country Green" – 3:25
3. "Christmas 71" – 4:54
4. "Things Go Wrong" – 6:11
5. "Do it" - 4:56
6. "Moving On" - 4:22
7. "Red Sky" - 3:47
8. "Reasons" - 3:10
9. "High Pressure Living" - 6:59

## Formazione
- Freddy Robinson - chitarra solista
- Larry Taylor - basso
- John Mayall - voce, piano, chitarra, armonica
- Victor Gaskin - bass
- Keef Hartley - percussioni
- Blue Mitchell - tromba
- Fred Jackson - sassofono, baritono & tenore
- Ernie Watts - sassofono tenore
- Clifford Solomon - sassofono alto & tenore
- Charles Owens - flauto tenore & soprano

- Ingegnere - Eddie Kramer